# Мацнефф, Габриэль
Габриэ́ль Ма́цнев, во французской транскрипции Габриэ́ль Мацне́фф (фр. Gabriel Matzneff, род. 12 августа 1936, Нёйи-сюр-Сен) — французский писатель и эссеист русского происхождения.

## Биография и карьера
Родился 12 августа 1936 года в семье русских эмигрантов, с 1954 года изучал литературу и философию в Сорбонне. После военной службы в Алжире и в метрополии провёл два месяца в психиатрическом стационаре из-за попытки самоубийства. В 1965 году опубликовал свой первый сборник эссе — Le Défi, за которым последовал первый роман — L’Archimandrite (Архимандрит). С 2013 года сотрудничал в онлайн-издании Le Point — Point.fr, освещая вопросы духовности и религии.
В 1953 году начал вести личный дневник интимного содержания, который публиковал с 1976 года. В 1961 году начал карьеру журналиста в разных изданиях, в тот же период по предложению главного редактора газеты «Combat» Филиппа Тессона стал вести в ней еженедельную колонку.
В течение своей жизни Мацнефф не скрывал сексуального влечения к несовершеннолетним, опубликовав в 1975 году книгу «Младше шестнадцати лет» (Les Moins de seize ans) и неоднократно обращаясь к этой теме в опубликованном «Личном дневнике» (Journal intime). В конце 2019 года дополнительное внимание к личности Мацнеффа привлекла готовящаяся к изданию книга писательницы Ванессы Спрингора «Le Consentement» — хотя её жанр был обозначен как «роман», фигурирующий в нём 50-летний персонаж, называемый «G.» или «G. M.», который в 1980-е годы выступает в качестве совратителя рассказчицы, коей тогда было 14 лет, был распознан как Габриэль Мацнефф, реально имевший связь с Ванессой Спрингора, в связи с чем возник вопрос о возможности предъявления ему официальных обвинений.
На фоне новой волны общественного возмущения издательство «Галлимар» 7 января 2020 года объявило о прекращении продаж всех опубликованных им книг Мацнеффа (такая мера введена впервые за 140-летнюю историю издательского дома).
3 января 2020 года прокуратура начала официальное расследование в отношении действий Мацнеффа.
2 февраля 2021 года литературный сайт ActuaLitté сообщил, что Мацнефф написал в ответ на обвинения Спрингора книгу «Vanessavirus», которая готова к обнародованию 15 февраля, но, по сообщению самого Мацнеффа, не увидит свет на бумаге, поскольку ни одно издательство не берётся за публикацию.
Ассоциация «Голубой ангел», борющаяся с педофилией, подала против Мацнеффа судебный иск с обвинением в апологии преступлений против несовершеннолетних, и на 28 сентября 2021 года был назначен процесс. Однако, 21 мая 2021 года 17-я палата Парижского исправительного суда признала иск недействительным.
6 октября 2021 года апелляционный суд Парижа подтвердил отмену процесса против Мацнеффа по причине нарушения процедуры.

## Государственные награды
- Офицер Ордена искусств и литературы (1995)[11];
- Кавалер Ордена «За заслуги» (1998)[11]

## Литературные премии
Габриэль Мацнефф — лауреат нескольких литературных премий, в том числе:
- Премии Французской академии Mottart (1987) и Amic (2009);
- Премия Ренодо за сборник эссе Séraphin, c’est la fin ! (2013);
- Премия Каза брассери «Липп» за роман «Письмо капитану Брюннеру» (La Lettre au capitaine Brunner) (2015).

## Книги

### Личные дневники

#### «Чёрные тетради»
- Cette camisole de flammes : 1953—1962, Éditions de la Table ronde[фр.], Paris, 1976;
- L’Archange aux pieds fourchus : 1963—1964, éditions de la Table ronde, Paris, 1982, ISBN 2-7103-0133-4
- Vénus et Junon : 1965—1969, éditions de la Table ronde, Paris, 1979, ISBN 2-7103-0012-5
- Élie et Phaéton : 1970—1973, éditions de la Table ronde, Paris, 1991, ISBN 2-7103-0470-8
- La Passion Francesca : 1974—1976, éditions Gallimard, coll. " L’infini ", Paris, 1998, ISBN 978-2-07-075221-8
- Un galop d’enfer : 1977—1978, éditions de la Table ronde, Paris, 1985, ISBN 2-7103-0250-0
- Les Soleils révolus : 1979—1982, éditions Gallimard, coll. " L’infini ", Paris, 2001, ISBN 978-2-07-076027-5
- Mes amours décomposés : 1983—1984, éditions Gallimard, coll. " L’infini ", Paris, 1990, ISBN 978-2-07-071802-3
- Calamity Gab : janvier 1985 — avril 1986, éditions Gallimard, coll. " L’infini ", Paris, 2004, ISBN 978-2070732654
- La Prunelle de mes yeux : 1986—1987, éditions Gallimard, coll. " L’infini ", Paris, 1993, ISBN 978-2-07-073174-9
- Les Demoiselles du Taranne : journal 1988, éditions Gallimard, coll. " L’infini ", Paris, 2007, ISBN 978-2-07-078399-1
- Carnets noirs 2007—2008, Éditions Léo Scheer[фр.], Paris, 2009, ISBN 978-2756101811

#### Дневник
- Mais la musique soudain s’est tue : Journal 2009—2013, éditions Gallimard, coll. " Blanche ", Paris, 2015, ISBN 978-2-07-014542-3. Премия за неправильную книгу[фр.] 2015
- La Jeune Moabite : Journal 2013—2016, éditions Gallimard, coll. " Blanche ", Paris, 2017, ISBN 978-2-07-273267-6
- L’Amante de l’Arsenal : Journal 2016—2018, éditions Gallimard, coll. " Blanche ", Paris, 2019, ISBN 978-2-07-285442-2.

### Романы
- Архимандрит / L’Archimandrite, éditions de la Table ronde, Paris, 1966, ISBN 978-2-7103-2829-2
- Nous n’irons plus au Luxembourg, éditions de la Table ronde, Paris, 1972
- Isaïe réjouis-toi, éditions de la Table ronde, Paris, 1974
- Ivre du vin perdu, éditions de la Table ronde, Paris, 1981, ISBN 2-7103-0065-6
- Harrison Plaza, éditions de la Table ronde, Paris, 1988, ISBN 2-7103-0352-3
- Les Lèvres menteuses, éditions de la Table ronde, Paris, 1992, ISBN 2-7103-0527-5
- Приключения Нила Колычева / Les Aventures de Nil Kolytcheff, éditions Jean-Claude Lattès, coll. " Les romanesques ", Paris, 1994, ISBN 2-7096-1491-X. — Цикл романов: Isaïe réjouis-toi, Ivre du vin perdu et Harrison Plaza
- Mamma, li Turchi!, éditions de la Table ronde, Paris, 2000, ISBN 2-7103-0984-X
- Voici venir le fiancé, éditions de la Table ronde, Paris, 2006, ISBN 978-2-7103-2709-7
- Les Émiles de Gab la Rafale, roman électronique, Paris, Éditions Léo Scheer, 2010 ISBN 978-2756102641
- La Lettre au capitaine Brunner, la Table Ronde, Paris, 2015, ISBN 978-2-7103-7586-9 — prix Cazes brasserie Lipp 2015

### Эссе
- Le Défi, éditions de la Table ronde, Paris, 1965
- La Caracole, éditions de la Table ronde, Paris, 1969
- Les Moins de seize ans, éditions Julliard, coll. " Idée fixe ", Paris, 1974 (première édition),
- Les Passions schismatiques, éditions Stock, coll. " Le Monde ouvert ", Paris, 1977, ISBN 2-234-00771-2
- La Diététique de lord Byron, éditions de la Table ronde, Paris, 1984, ISBN 2-7103-0185-7
- Le Sabre de Didi : pamphlet, éditions de la Table ronde, Paris, 1986, ISBN 2-7103-0298-5. — сборник новых редакций текстов, опубликованных с 1963 по 1986
- Le Taureau de Phalaris : dictionnaire philosophique, éditions de la Table ronde, Paris, 1987, ISBN 2-7103-0313-2
- Maîtres et complices, éditions Jean-Claude Lattès, Paris, 1994, ISBN 2-7096-1485-5
- Le Dîner des mousquetaires, éditions de la Table ronde, Paris, 1995, ISBN 2-7103-0686-7. — Recueil d’articles de diverses provenances, parus entre 1961 et 1993
- De la rupture, éditions Payot & Rivages, coll. " Manuels Payot ", Paris, 1997, ISBN 2-228-89070-7
- C’est la gloire, Pierre-François !, éditions de la Table ronde, Paris, 2002, ISBN 2-7103-2479-2. — Recueil de textes, de provenances diverses, parus entre 1962 et 2001
- Yogourt et yoga, éditions de la Table ronde, coll. " Vermillon ", Paris, 2004, ISBN 978-2-7103-2671-7. — Recueil de textes, de provenances diverses, parus entre 1962 et 2003
- Vous avez dit métèque ?, éditions de la Table ronde, Paris, 2008, ISBN 978-2-7103-3087-5. — Recueil de 107 chroniques publiées entre 1958 et 2007
- La Séquence de l'énergumène, éditions Léo Sheer, 2012, ISBN 2-7561-0360-8 — критические статьи о телевизионном эфире 1960-х годов
- Séraphin c’est la fin !, Paris, La Table Ronde, 2013, ISBN 978-2-7103-7006-2 prix Renaudot de l’essai 2013
- Un diable dans le bénitier, Éditions Stock[фр.], Paris, 2017, ISBN 978-2-234-08254-0